# تمد بازارگه
تِمِد بازارگه، روستایی تاریخی از توابع بخش سردشت شهرستان دزفول در استان خوزستان ایران است.

## جمعیت
این روستا در بخش سردشت قرار دارد و براساس سرشماری مرکز آمار ایران در سال ۱۳۸۵، جمعیت آن زیر سه خانوار بوده‌است ولی در حال حاضر بدون سکنه است